# خفاش جنگلی بزرگ
خفاش جنگلی بزرگ یا نکتیول بزرگ (نام علمی: Nyctalus lasiopterus) گونه‌ای خفاش با جثه بزرگ و طول ساعد بلند است که در اروپا، بلاروس، اوکراین و بخش‌های محدودی از شمال غرب ایران زندگی می‌کند.